# Dennis Santana
Dennis Anfernee Santana (San Pedro de Macorís, República Dominicana, 12 de abril de 1996), más conocido como Dennis Santana, es un jugador profesional dominicano de béisbol que se desempeña en la posición de lanzador en Pittsburgh Pirates, equipo de las Grandes Ligas de Béisbol (MLB).

## Carrera
Santana hizo su debut en la MLB con el equipo Los Angeles Dodgers, en el cual jugó cuatro temporadas (2018-2021), después pasó a Texas Rangers (2021-2022), luego a New York Mets (2023), posteriormente a New York Yankees (2024), y finalmente, a Pittsburgh Pirates, donde lleva jugando una temporada.